# Kladníky
Kladníky (en allemand : Kladnik) est une commune du district de Přerov, dans la région d'Olomouc, en République tchèque. Sa population s'élevait à 143 habitants en 2020.

## Géographie
Kladníky se trouve à 5 km au sud de Lipník nad Bečvou, à 11,5 km à l'est-nord-est de Přerov, à 28 km à l'est-sud-est d'Olomouc et à 238 km à l'est-sud-est de Prague.
La commune est limitée par Hlinsko au nord, par Lhota au nord et à l'est, par Radotín à l'est, par Oprostovice et Bezuchov au sud, et par Šišma à l'ouest.

## Histoire
La première mention écrite de la localité date de 1358.

## Transports
Par la route, Kladníky se trouve à 7,3 km de Lipník nad Bečvou, à 14,5 km de Přerov et à 298 km de Prague.